# Rocky Hill (Connecticut)
Rocky Hill es un pueblo ubicado en el condado de Hartford en el estado estadounidense de Connecticut. En el año 2005 tenía una población de 18.760 habitantes y una densidad poblacional de 537 personas por km².

## Geografía
Rocky Hill se encuentra ubicada en las coordenadas 41°39′26″N 72°50′25″O / 41.65722, -72.84028.

## Demografía
Según la Oficina del Censo en 2000 los ingresos medios por hogar en la localidad eran de $60,247, y los ingresos medios por familia eran $72,726. Los hombres tenían unos ingresos medios de $48,555 frente a los $39,625 para las mujeres. La renta per cápita para la localidad era de $29,701. Alrededor del 2.9% de la población estaban por debajo del umbral de pobreza.